# Keko
Sergio Gontán Gallardo znany także jako Keko (ur. 28 grudnia 1991 w Madrycie) – hiszpański piłkarz występujący na pozycji pomocnika w klubie Málaga CF.

## Kariera
12 września 2009 Keko został wprowadzony na boisko w 63. minucie ligowego spotkania przeciwko Racingowi Santander i tym samym zadebiutował w Primera División w barwach Atlético.